# アメリカ合衆国のテレビドラマ一覧
アメリカ合衆国のテレビドラマ一覧（アメリカがっしゅうこくのテレビドラマいちらん）は、アメリカ合衆国で制作され、日本で放送・発売されたテレビドラマの一覧である。
日本国内で放映・DVD等の販売がなされることにより邦題が付けられたものだけでなく、原題のまま記事が作られたものも含む。
五十音順
放映年(米国)[日本]

あ行 か行 さ行 た行 な行 は行 ま行
や行 ら行 わ行・英数字 関連項目 年代順

## あ行

### あ
- アース2（1994-1995）SF
- アース・フォース (1990) SF
- アーノルド坊やは人気者（1978-1986）シットコム
- アーミー・ワイフ（2007-2013）ドラマ
- アーロン・ストーン（2009-2010）特撮
- iCarly（2007-2012）シチュエーション・コメディ
- アイ・スパイ（スパイ専科'70）（1965-1968）スパイ
- I☆LOVE！オリバー（2003-2004）シットコム
- アイ・ラブ・ルーシー（1951-1957）シットコム[1957-1962]
- アウェイク 〜引き裂かれた現実（2012）刑事ドラマ
- アウター・リミッツ（1963-1965）ミステリー
- アウトロー刑事 セルピコ（1976）刑事ドラマ
- 青い探偵（探偵ダイバー・プライマス） (1971-1972)
- 悪魔の手ざわり（1973-1974）サイコ・スリラー
- アグリー・ベティ（2006-2010）コメディ
- アズ・ザ・ワールド・ターンズ（1956-2010）ソープオペラ
- アダムズのお化け一家（1964-1966）コメディ/ホラー
- アトランティスから来た男（1977-1978）アドベンチャー
- アナザー・ライフ〜天国からの3日間〜（1999-2001）
- あなたにムチュー（1992-1999）シチュエーション・コメディ
- あなたは目撃者 （架空実況中継） (1953-1957) ドラマ
- アニーよ銃をとれ (1954-1957) 西部劇／児童向け
- あの時この時/秘録 (1962-1963) アンソロジー
- アパッチ保安官 (1959-1960) 西部劇
- アフリカ大牧場（1967-1968）アフリカ版西部劇
- アメリカン・ゴシック（1995-1996）
- アメリカン・ティーンエイジャー〜エイミーの秘密〜（2008-2013）ティーンドラマ
- アメリカン・ヒーロー（1981-1983）特撮コメディ
- アメリカン・ホラー・ストーリー（2011-2014現在継続中）ホラー
- アラフォー♀とルーキー♂（2009-2010）コメディ
- アリー my Love（1997-2002）コメディ
- アリゾナ・トム（別題『シュガー・フット』）（1957-1961）西部劇
- アリゾナ・レンジャー（1958）西部劇
- ALCATRAZ/アルカトラズ（2012）サスペンス
- アルフ（1986-1990）シチュエーション・コメディ
- アレステッド・ディベロプメント（2003-2006）シチュエーション・コメディ
- ARROW/アロー（2012-2015現在継続中）冒険アクション
- アンジェラ 15歳の日々（1994-1995）
- Underdmployed 〜夢とサイフの相関図〜 (2012-2013) コメディ
- アンタッチャブル（1959-1963）
- アンダー・ザ・ドーム（2013-2015現在継続中）ドラマ／ミステリー
- アントラージュ★オレたちのハリウッド（2004-2011）ドラマ
- アンドロメダ（2000-2005）SF　※アメリカ・カナダ合作

### い
- ER緊急救命室（1994-2009）メディカルドラマ
- イーストエンドの魔女たち（2013-2015現在継続中）ファンタジー／超常現象
- 異常犯罪捜査班S.F.P.D.（2005）クライム
- いたずら天使（1967-1970）ファンタジックコメディ
- 5つ子はティーンエイジャー（2004-2005）シットコム
- 偽りの太陽 Low Winter Sun (2013)クライム・ドラマ
- 命がけの青春/ザ・ルーキーズ（1972-1976）刑事ドラマ
- THE EVENT/イベント（2010-2011）サスペンス
- イレブンス・アワー（2008-2009）
- インターン (1970-1971) メディカルドラマ
- インディ・ジョーンズ/若き日の大冒険（1992-1993）冒険
- Invasion -インベイジョン-（2005-2006）SF
- インベーダー（1967-1968）SF

### う
- ヴァイキング 〜海の覇者たち〜（2013-2020）アドベンチャー
- ヴァンパイア・ダイアリーズ（2009-2017）ティーン恋愛ホラー・ドラマ
- Weeds 〜ママの秘密（2005-2012）コメディ／クライム
- WITHOUT A TRACE/FBI 失踪者を追え!（2002-2009）刑事ドラマ
- ウィロー（2022 - ）ファンタジー
- ウイングス（1990-1997）シチュエーション・コメディ
- WINDFALL 〜運命のいたずら（2006）ドラマ
- ウェアハウス13 〜秘密の倉庫 事件ファイル〜（2009-2015現在継続中）SF／コメディ
- ウェイストランド〜NY若者のすべて（1999）青春
- ウェイバリー通りのウィザードたち（2007-2012）コメディ／ファンタジー
- ヴェロニカ's クローゼット（1997-2001）シットコム
- ヴェロニカ・マーズ（2008-2012）青春／探偵
- ウォーキング・デッド（2010-2015現在継続中）ホラー
- うちのママは世界一（1958-1966）ホームコメディ
- 宇宙家族ロビンソン（1965-1968）SF
- 宇宙空母ギャラクチカ （1970）SF
- 宇宙大作戦（1966-1969）SF
- 宇宙探検 (1959-1960) SF
- うわさの刑事 テキーラとボネッティ（1992）ポリス/コメディドラマ
- うわさのツインズ リブとマディ (2013-) コメディ

### え
- エージェント・オブ・シールド (2013-) SF／ドラマ
- エア・アメリカ（1998-1999）アクション／アドベンチャー
- エアウルフ（超音速攻撃ヘリ エアーウルフ）（1984-1986）アクション
- A.D. 聖書の時代（2015）歴史
- エイリアス 2重スパイの女（2001-2005）スパイ
- エイモス・バーク（1965）アドベンチャー
- 駅馬車西へ（1960-1961）西部劇
- エクスタント（2014-）SF
- Xファイル（1993-2002）SF
- S.O.F.（1997-1999）
- エディの素敵なパパ（1969-1972）ホームコメディ
- エド〜ボーリング弁護士（2000-2004）コメディ
- エバーウッド 遥かなるコロラド（2002-2006）ドラマ
- FCU -俺たち何でも調査隊-（2010-2012）コメディ
- F.B.EYE!! 相棒犬リーと女性捜査官スーの感動!事件簿（2002-2005）クライム
- FBIアメリカ連邦警察（1965-1974）刑事ドラマ
- FBI盗聴大捜査 (1981-1982) 刑事ドラマ
- FBI特別捜査官マンクーゾ（1989-1990）刑事ドラマ
- FBI犯罪特捜班 C-16 (1997-1998) 刑事ドラマ
- FBI・フォーメーション (1981-1982) 刑事ドラマ
- F/X ザ・シリーズ（1996-1998）サスペンス
- NCIS 〜ネイビー犯罪捜査班（2000-2015現在継続中）刑事ドラマ
- NCIS:LA 〜極秘潜入捜査班 （2009-2015現在継続中） 刑事ドラマ
- NYPDブルー（1993-2005）刑事ドラマ
- エマージェンシー!（1972-1978）
- エミリーの恋愛バイブル（2006）コメディ
- M.I. 緊急メディカル捜査班（2004-2005）メディカル
- エラリー・クイーン（エラリー・クイーン・ミステリー）（1975-1976）
- L.A.大捜査線 マーシャル・ロー（1998-2000）刑事
- L.A.ブラックアウト (2012)スリラー
- L.A.ロー 七人の弁護士（1986-1994）ドラマ
- Lの世界（2004-2009）ドラマ
- エルム街の悪夢/ザ・シリーズ (1988-1990) ホラー
- エンジェル（1999-2004）超常現象
- Empire 成功の代償（2014－）ドラマ

### お
- Awkward. 〜不器用ジェナのはみだし青春日記〜（2011-2014現在継続中）ティーンコメディ
- オースティン&アリー（2011-2014現在継続中）コメディ
- オール・マイ・チルドレン（1970-2011）ソープオペラ
- ALMOST HUMAN/オールモスト・ヒューマン（2014-）
- 狼女の香り（1990-1991）ホラー
- おお!スザンナ（1956-1960）シチュエーション・コメディ
- おかしなおかしな女の子 （1968-1969）シチュエーション・コメディ
- おかしなカップル（1970-1975）シチュエーション・コメディ
- 奥さま社員（1964-1965）シチュエーション・コメディ
- 奥さまは大スター（1965-1966）シチュエーション・コメディ
- 奥さまは魔女 （1964-1972）シチュエーション・コメディ[1966-1970]
- 億万長者と結婚する方法 （1957-1959）シチュエーション・コメディ
- おじいちゃんはドラキュラ（1964-1966）シチュエーション・コメディ
- おじさまはひとりもの（1957-1962）シチュエーション・コメディ
- OZ/オズ（1997-2003）クライム
- 堕ちた弁護士 -ニック・フォーリン-（2001-2004）弁護士ドラマ
- おとぼけスティーブンス一家（2001-2003）コメディ
- 鬼刑事マディガン (1972) 刑事ドラマ
- 鬼警部アイアンサイド（1967-1975）刑事ドラマ
- オポジット学園（2000-）学園コメディ
- おまかせアレックス（1994-1998）SF／ファンタジー／青春
- オリジナルズ (2013-) 超自然ホラードラマ
- 俺がハマーだ!（1986-1988）刑事／コメディドラマ
- 俺たち賞金稼ぎ!!フォール・ガイ（1981-1986）アクション/アドベンチャー
- オヤジ・アタック (2013-2014) コメディ
- オン・ジ・エアー (1992) コメディ
- 女刑事JJケーン (1977) 刑事ドラマ
- 女刑事キャグニー&レイシー（1982-1988）刑事ドラマ
- 女刑事クリスティー（1974-1975）刑事ドラマ
- 女刑事ペパー (1974-1978) 刑事ドラマ
- 女刑事レディ・ブルー (1985-1986) 刑事ドラマ
- 女検死医ジョーダン（2001-2007）法医学ドラマ
- 女検察官アナベス・チェイス（2005-2007）法廷サスペンス
- 女捜査官グレイス 〜 天使の保護観察中（2007-2010）ミステリー、犯罪
- 女秘書スージー（1953-1957）シチュエーション・コメディ
- 女弁護士ロージー・オニール（1990-1992）法律

## か行

### か
- GIRLS/ガールズ (2012-) ドラマ
- 母さんは28年型（1965-1966）シチュエーション・コメディ
- 怪奇の館 レイ・ブラッドベリ・シアター（レイ・ブラッドベリＳＦシアター/デンジャラス・ゾーン） (1985-1992) SF／ファンタジー
- 怪傑ゾロ（1957-1959）
- 怪獣島 (1969) ファンタジー／ミュージカル
- 怪鳥人間バットマン（1966-1968）スーパーヒーロー
- ガイディング・ライト（1952-2009）ソープオペラ
- カイルXY（2006-2009）
- カウボーイGメン（1952-1953）ウェスタン
- 科学ファミリー ラボラッツ（2012-）コメディ
- 影なき男 (1957-1959) ドラマ／コメディ
- 過去のない男 (1966-1967) スパイ／サスペンス
- カシミアマフィア（2008）ラブコメディ
- かっとび放送局WKRP（1978-1982）シチュエーション・コメディ
- カメラマン・コバック（1958-1960）犯罪／アクション
- カリフォルニア・ドリーム（1992-1996）音楽青春コメディ
- 華麗な探偵ピート&マック（1975-1978）探偵
- 華麗なる世界 (1969-1970) ドラマ
- カリフォルニケーション（2007-2014）ドラマ
- カレン（1964-1965）シットコム
- 可愛いアリス（1976-1985）ホームコメディ
- かわいい妻ジュリー (1966-1967) シットコム
- 可愛いマギー（1952-1955）シチュエーションコメディ
- かわいい魔女ジニー（1965-1970）シチュエーション・コメディ
- 看護婦物語（1962-1965）メディカル
- 頑固じいさん孫3人（1986-1988）ホームドラマ
- ガンスモーク（1955-1975）西部劇
- がんばれ!ブーマー（1979-1981）アニマルロードムービー
- がんばれベアーズ（1979-1980）コメディ
- がんばれ!名犬ジョー （1974-1976）児童向け

### き
- キーナン&ケル（1996-2000）シットコム
- 危険を買う男ロビン・スコット（1960-1961）クライム
- ギジェットは15才（1965-1966）シチューエション・コメディ
- キッチン・コンフィデンシャル（2005）コメディ
- キッドナップ（2006-2007）クライム
- 絹の疑惑 シルク・ストーキング（1991-1999）クライム
- キャノンボール（1958-1959）冒険
- キャピタル・シティ（1990）ドラマ
- キャプテンパワー（1987）特撮
- キャプテン・ナイス（1967）SF／コメディ
- CAMELOT 〜禁断の王城〜（2011）歴史
- キャッスル 〜ミステリー作家は事件がお好き （2009-2015現在継続中）犯罪／刑事ドラマ
- キャット闇に挑む男 (1966-1967) サスペンス
- GALACTICA/ギャラクティカ（2005-2009）SF
- ギャラント・メン（1962-1963）戦争
- キャロライン in N.Y.（1995-1999）シチュエーション・コメディ
- キャンプキキワカ
- 救命医ハンク セレブ診療ファイル（2009-2015現在継続中）メディカル
- 驚異のスーパー・バイク ストリートホーク（1985）特撮アクション
- 恐竜家族（1991-1994）児童向け
- 巨人の惑星（1968-1970）SF特撮
- 巨象マヤ（1967-1968）冒険
- 緊急迎撃指令アカプルコH.E.A.T.（1993-1994）アクション／アドベンチャー
- 緊急出動!L.A.ファイターズ（1996）ドラマ
- ギリガン君SOS（もうれつギリガン君）（1964-1967）コメディ
- キル・ポイント（2007）犯罪
- ギルモア・ガールズ（2000-2007）
- KING兄弟（2010-2013）ティーン

### く
- クーガータウン（2009-2014現在継続中）コメディ
- クール・ミリオン (1972-1973) 探偵
- 空想科学劇場（1955-1957）SF／アンソロジー
- グッドウィン家の遺産相続バトル (2013-) コメディ
- グッド・スポーツ（1991）シチュエーション・コメディ
- グッド・ワイフ（2009-2014現在継続中）法律
- くまとマーク少年（1967-1969）ドラマ
- crash クラッシュ（2008-2009）ドラマ
- GREEK〜ときめき★キャンパスライフ（2007-2011）コメディ
- グリーンホーネット（1966-1967）アクション／ドラマ
- クリミナル・マインド FBI行動分析課（2005-2015現在継続中）刑事ドラマ
- クリミナル・マインド 特命捜査班レッドセル（2011）刑事ドラマ
- GRIMM/グリム（2011-2014現在継続中）サスペンス／ファンタジー／刑事ドラマ
- グレイズ・アナトミー 恋の解剖学（2005-2015現在継続中）メディカル／恋愛ドラマ
- CRISIS 〜完全犯罪のシナリオ（2013）クライム
- クライム13（1961）アドベンチャー／ドラマ
- クライム・ストーリー（1986-1988）ドラマ
- クラブハウス（2004-2005）青春
- クルーレス（1996-1999）シットコム
- クレイジーワン ぶっ飛び広告代理店（2013-2014）コメディ
- 黒いジャガー（1973-1974）アクション／クライム／ドラマ
- クローザー （2005-2012）刑事ドラマ
- クロニクル 倒錯科学研究所（1997）SF／ホラー
- Glee/グリー （2009-2015）青春／ミュージカル
- グルメ探偵 ネロ・ウルフ（2001-2002）ミステリー
- 軍医さんは本日多忙（1959-1962）メディカルドラマ

### け
- ゲーム・オブ・スローンズ（2011-2015現在継続中）アクション／冒険／ファンタジー
- 刑事コジャック（1973-1978）刑事ドラマ
- 刑事コロンボ（1968-2003）刑事ドラマ
- 刑事スタスキー&ハッチ（1975-1979）刑事ドラマ
- 刑事デルベッキオ (1976-1977) 刑事ドラマ
- 刑事トマ (1973-1974) 刑事ドラマ
- 刑事ナッシュ・ブリッジス（1996-2001）刑事ドラマ
- 刑事ハンター（1984-1991）刑事ドラマ
- 刑事ブロンク (1975-1976) 刑事ドラマ
- 刑事物語 (1971-1972) 刑事ドラマ
- 警官フォレスター (1975-1976) 警察
- 警察犬キング (1955-1958) 警察／アクション
- 警部マクロード（1970-1977）刑事ドラマ
- ケイシー・ジョーンズ（1958）児童向け西部劇
- 外科医ギャノン (1969-1976) メディカルドラマ
- 拳銃無宿（1958-1961）西部劇[1959-1961]
- 検事コスター (1965) 法律ドラマ
- 原子力潜水艦シービュー号（1964-1968）SF

### こ
- GO!GO!ギジェット（1998-2001）ティーン向け
- コーキーとともに（1989-1993）ドラマ
- ゴースト 〜天国からのささやき（2005-2010）超常現象／ドラマ
- コーリー ホワイトハウスでチョー大変!（2007-2008）
- コールドケース 迷宮事件簿（2003-2010）刑事ドラマ
- 恋するアンカーウーマン（2006）コメディ
- 恋するインターン（2012-2013）メディカル青春ドラマ
- 恋するブライアン（2006-2007）コメディドラマ
- 恋するマンハッタン（2002-2006）シットコム
- 恋のからさわぎ（2009-2010）恋愛
- 荒野の七人（1998-2000）西部劇
- 荒野のタイムドロッパーズ（遠い世界のアウトロー）(1986-1987) SF／西部劇
- 荒野流れ者（勇者マッコード）（1965-1966）西部劇
- 黒人教師ディックス（1969-1974）コメディ
- ゴシップガール（2007-2012）ドラマ
- コスビー・ショー（1984-1992）シットコム
- ゴッサム・シティ・エンジェル（2002-2003）ドラマ／SF／アクション
- こちらブルームーン探偵社（1985-1989）探偵
- COVERT AFFAIRS/コバート・アフェア（2010-2015現在継続中）スパイ・アクション
- コミ・カレ!!（2009-2014現在継続中）シットコム
- コルディッツ大脱走（1972-1974）ドラマ／歴史／戦争
- コルト45（1957-1960）西部劇
- コロネットブルーの謎（1967）サスペンス
- コンフェッション 復讐の暗殺者（2011-2014現在継続中）アクション／クライム
- コンバット!（1962-1967）戦争[1962-1967]
- コンラッド・ブルーム (1998) コメディ

## さ行

### さ
- サーカス西部を行く（1961-1962）西部劇
- サーカス・ボーイ（1956-1958）アドベンチャー／ファミリー
- サードウォッチ（1999-2005）刑事／メディカル／クライム／ドラマ
- サーフサイド6（1960-1962）探偵[1961-1063]
- 最強ビッチになる方法（2012-2013）コメディ
- サイク/名探偵はサイキック?（2006-2014現在継続中）探偵／コメディ
- サウスランド（2009-2013）警察ドラマ
- The O.C.（2003-2007）ドラマ
- ザ・カムバック（2005）コメディ
- THE KILLING 〜闇に眠る美少女（2011-2015現在継続中）ドラマ／ミステリー
- ザ・グレイズ 〜フロリダ殺人事件簿（2010-2013）刑事ドラマ
- ザ・ケープ 漆黒のヒーロー（2011）アクション／スーパーヒーロー
- ザ・コミッシュ（1991-1996）刑事ドラマ
- ザ・シークレット・ハンター（1985-1989）探偵
- ザ・シールド ルール無用の警察バッジ（2002-2008）刑事ドラマ
- The City 〜ホイットニーのニューヨーク・ライフ〜 (2008-2010) リアリティドラマ
- ザ・スパイ (1987) スパイ
- ザ・ソプラノズ 哀愁のマフィア（1999-2007）ドラマ
- ザ・ハイツ〜青春のラプソデイー（1992）ミュージカル／ドラマ
- ザ・ハンガー（1997）スリラー
- The Hills (2006-2010) リアリティドラマ
- ザ・ファーム 法律事務所（2012）法律
- ザ・フォロイング（2013-2014現在継続中）サスペンス
- ザ・ファインダー 千里眼を持つ男（2012）ドラマ
- ザ・プラクティス ボストン弁護士ファイル（1997-2004）法律
- ザ・プリテンダー/仮面の逃亡者（1996-2000）ドラマ／SF／ミステリー
- ザ・プロテクター/狙われる証人たち（2008-2012）サスペンス
- ザ・ホワイトハウス（1999-2006）政治／ドラマ
- ザ・マジシャン（1973-1974）ドラマ
- ザ・マンティス（英語版） (1994) SF
- ザ・ミドル 中流家族のフツーの幸せ（2009-2014現在継続中）シットコム
- ザ・メンタリスト（2008-2014現在継続中?）ミステリー
- ザ・モンキーズ（1966-1968）コメディ
- ザ・ユニット 米軍極秘部隊（2006-2009）アクション
- ザ・リッチズ（2007-2008）ドラマ
- ザ・リポーター（1964）ドラマ
- THE RIVER 呪いの川（2012）超常現象
- ザ・リラン・ショウ (2002) コメディ
- THE WIRE/ザ・ワイヤー（2002-2003）クライム
- サイバー諜報員 〜インテリジェンス〜（2014）
- さすらいのライダー THEN CAME BRONSON（1969-1970）アドベンチャー
- ザッツ・ライフ リディアの人生ゲーム（2000-2002）コメディ
- ザット'70sショー（1998-2006）コメディ
- サニーwithチャンス（2009-2011）シットコム
- サバンナ (1996-1997) ドラマ
- サブリナ（1996-2003）コメディ
- サマンサ Who?（2007-2009）コメディ
- サム&キャット（2013-2014現在継続中）シチュエーション・コメディ
- 猿の惑星（1974）SF
- サン・オブ・ザ・ビーチ（2000-2002）シチュエーション・コメディ
- サンズ・オブ・アナーキー（2008-2014）ドラマ／クライム
- サンセット77（1958-1964）ドラマ／クライム[1960-1968]
- サンダーストーン 未来を救え!（1999-2000）
- サンタバーバラ（1984-1993）ソープオペラ
- 三ばか大将（1949-?）コメディ[1963-1964,1966]
- サンフランシスコ大空港 (1970) ドラマ
- サンフランシスコの空の下（1994-2000）ドラマ

### し
- CIA:ザ・エージェンシー（2001-2003）ドラマ
- シークエスト（1993-1996）海洋／SF／アドベンチャー／ドラマ
- シークレット・アイズ〜華麗なる作戦（1994）スパイ
- シークレット・アイドル ハンナ・モンタナ（2006-2011）ティーン・コメディ／シットコム
- シークレット・エージェントマン（2000）スパイ
- シークレット・サークル（2011）ミステリー
- ジーク アンド ルーサー（2009-2012）シットコム
- CSI:科学捜査班（2000-2015現在継続中）クライム
- CSI:マイアミ（2002-2012）クライム
- CSI:ニューヨーク（2004-2013）クライム
- GCB 〜キラめく女の逆襲バトル〜（2012）コメディ
- しあわせの処方箋（2009-2011）メディカル／ドラマ
- Gメン（1951-1952）スパイ
- ジェームズ・ボンドを夢見た男（2014年）伝記
- シェーン（1966）西部劇
- シェイムレス 俺たちに恥はない（2011-2014現在継続中）コメディ
- シェキラ!（2010-2013）ファミリー／シットコム
- ジェシー!（2011-2015現在継続中）ファミリー／シットコム
- ジェシカおばさんの事件簿（1984-1996）ミステリー
- ジェット・パイロット (1960-1961) 航空アクション
- ジェット・ファイター (1958-1960) 航空アクション
- ジェミニマン (1976) アクション／アドベンチャー
- ジェリコ（1966-1967）ドラマ
- ジェリコ 閉ざされた街（2006-2008）SF／ドラマ
- シカゴ特捜隊M （犯罪都市M、鬼刑事バリンジャー）(1957-1960) 刑事ドラマ
- シカゴ・ホープ（1994-200）メディカルドラマ
- ジグザグ (1970-1971) ドラマ
- 事件記者コルチャック（1974-1975）特撮／ホラー
- 事件記者ルー・グラント（1977-1982）ドラマ
- 事件と裁判 (1963-1964) 法廷ドラマ
- シスコ・キッド（1950-1956）西部劇
- ジス・マン・ドーソン（1959-1960）クライム
- シックス・フィート・アンダー（2001-2005）ドラマ
- 失踪 VANISHED（2006）スリラー
- シマロン（決闘シマロン街道）（1967）西部劇
- SHARK カリスマ敏腕検察官（2006-2008）法廷／ドラマ
- シャイアン (1955-1963) 西部劇[1960-1963]
- ジャック&ジル（1999-2001）ドラマ
- ジャッジメント 〜NY法廷ファイル〜（2010）法廷／ドラマ
- ジャーニーマン 時空を越えた赤い糸（2007）SF
- じゃじゃ馬億万長者（1962-1971）シットコム[1962-1963]
- JUSTIFIED 俺の正義（2010-2015）クライム／ドラマ
- シャノン（1961-1962）クライム／ドラマ
- ジャングル・ジム（1955-1956）アドベンチャー
- ジャングルの女王（2000）アクション／アドベンチャー
- ジャングル・パトロール（1961-1962）クライム／アドベンチャー
- ジャングル・ボンバ（1962）アドベンチャー
- 縮小人間ハンター (1959) SF
- ショットガン・スレード (1959-1961) 西部劇
- ジョーイ（2004-2006）シチュエーション・コメディ
- ジョニー・スタッカート (1959-1960) 探偵
- 少年カウボーイ (1974) 西部劇
- 私立探偵スペンサー（1985-1988）探偵
- 私立探偵バニオン（1965-1966）探偵
- 私立探偵ハリー（1984-1986）探偵
- 私立探偵マグナム（1980-1988）探偵／アクション
- 私立探偵ローガン (1959-1960) 探偵
- 白バイ野郎ジョン&パンチ（1977-1983）クライム／ドラマ
- 新・アンタッチャブル（1993-1994）クライム
- 新・宇宙戦争 (1988-1990)  SF
- 新・夜の大捜査線 (1988-1994)
- 新エアーウルフ 復讐編 (1987) アクション
- 新スーパーマン（1993-1997）スーパーヒーロー
- 新スタートレック（1987-1994）SF
- 新スパイ大作戦（1988-1990）スパイ
- 新チャーリーズ・エンジェル（2011）アクションドラマ
- 新・逃亡者（2000-2001）サスペンス／ドラマ
- 新フェーム/青春の旅立ち（1982-1987）青春
- シングルパパの育児奮闘記（2010-2014現在継続中）コメディ
- 新ビバリーヒルズ青春白書（2008-2013）青春／ドラマ
- 心霊探偵 ホーンテッド (2002)サスペンス

### す
- SUITS/スーツ（2011-2015現在継続中）法廷
- スーパーナチュラル（2005-2015現在継続中）超常現象
- スーパーフォース（1990-1992）アクション／アドベンチャー
- スイート・ライフ（2005-2008）コメディ
- スイート・ライフ オン・クルーズ（2008-2011）コメディ
- スカイ・キング　(1964？) アクション
- スカイパトロール・チョッパーワン (1974) アドベンチャー
- スキャンダル 託された秘密（2012-2015現在継続中）政治／スリラー
- Scrubs〜恋のお騒がせ病棟（2001-2010）メディカル／ドラマ／コメディ
- SCORPION/スコーピオン（2014-2018）ドラマ
- 頭上の敵機（爆撃命令）(1964-1967) 戦争／アクション
- 進め!宇宙パトロール (1954) SF
- スターゲイト SG-1（1997-2007）SF
- スターゲイト アトランティス（2004-2008）SF
- スターゲイト ユニバース（2009-2011）SF
- スタートレック:ディープ・スペース・ナイン（1993-1999）SF
- スタートレック:ヴォイジャー（1995-2001）SF
- スタートレック:エンタープライズ（2001-2005）SF
- スターマン（1986-1987）SF
- すてきなアン（1966-1971）コメディ／ドラマ
- すてきなケティ（1963-1966）ドラマ
- すてきなサンディー（1971）シットコム
- 素敵なタミー（1965）青春／コメディ
- スパイ（1959-1960）スパイ
- スパイ大作戦（1966-1973）スパイ[1967-1973]
- スパイのライセンス（プロ・スパイ）（1968-1970）スパイ
- 素晴らしき日々（1988-1993）ドラマ
- スパルタカス（2010）歴史
- スピン・シティ（1996-2002）コメディ
- SMASH（2012-2013）ミュージカル
- スミスという男 (1961) 西部劇
- スモール・ワンダー（1985-1989）コメディ
- スライダーズ　(1996-2000)
- スリー・リバーズ 〜命をつなぐ熱き医師たち（2009-2010）メディカルドラマ
- スレッシュホールド 〜The Last Plan〜（2005-20006）SF

### せ
- 世界最大のサーカス（1963-1964）ドラマ
- 青春の河（若者の河）（1962-1963）ドラマ／コメディ
- 西部の王者ダニエル・ブーン（1964）西部劇
- 西部の対決 (1960-1962) 西部劇
- 西部の流れ者ジェシー・ジェームス（1965-1966）西部劇
- 西部のパラディン（西部の男パラディン）（1957-1963）西部劇
- 西部の反逆児（1959-1961）西部劇
- 西部の勇者キット・カースン（1951-1955）西部劇
- 西部の用心棒（1959-1960）西部劇
- 西部二人組（1971-1973）西部劇
- セックス・アンド・ザ・シティ (1998-2004) ドラマ
- セレブになりたくて〜サイモンの青春日記ｖ (2008-2009) コメディ
- ゼロアワー 禁断の刻限 (2013) ドラマ
- 潜行刑事ダン (1978-1979) 警察
- 潜水王マイク・ネルソン（シーハント）（1958-1961）アドベンチャー
- 旋風児マーロウ (1959) 探偵
- 全艦発進せよ (1965) ドラマ

### そ
- 捜査メモ（1953-1955）クライム
- 捜査網 (1957)
- 壮烈!第七騎兵隊 (1967) 西部劇
- ソニー号空飛ぶ冒険 (1957-1960) 冒険
- 空の王者スカイ・キング (1951-1959) 西部劇アドベンチャー
- 空の勇者ジェット・ジャクソン (1954-1956) 航空アクション
- そりゃないぜ!? フレイジャー（1993-2004）シットコム
- それ行けスマート（1965-1970）シチュエーション･コメディ
- それいけ!ポンコツ少年野球団 (2013-) コメディ

## た行

### た
- ダークエンジェル（2000-2002）SF
- ダークスカイ（1996-1997）SF
- DARK BLUE/潜入捜査（2009-2010）クライム
- ターザン (1967) 冒険
- ダーティ・セクシー・マネー（2007-2009）ドラマ
- ダート（2006-2007）ドラマ
- ターミネーター サラ・コナー・クロニクルズ（2008-2009）SF
- 対決ランサー牧場（1968-1970）西部劇
- 第五騎兵隊（1957-1958）西部劇
- 大草原の小さな家（1974-1982）ドラマ
- タイタンズ 欲望のラプソディ（2000-2001）
- 大統領とバカ息子（2012-2013）コメディ
- ダイナスティ（1981-1989）メロドラマ
- 大牧場 (1962-1963) ドラマ
- タイムトンネル（1966-1967）SF
- タイムマシーンにお願い（1989-1993）SF
- ダイヤのジョニー（別題『ダイヤモンド捜査網』） (1961-1962)
- ダイヤル7000 (1961) 警察
- ダコタの男（1963）西部劇
- ダズマンS (1959)
- 脱線パトカー54 (1961)
- タッカー家の魔女 (1982-1983) 探偵／コメディ
- TOUCH/タッチ（2012-2013）超自然スリラー
- タッチング・イーブル〜闇を追う捜査官〜（2004）クライム
- たどりつけばアラスカ（1990-1995）ドラマ
- ダニーのサクセス・セラピー（2011-2015現在継続中）ドラマ
- タバサ（1977-1978）シットコム
- ダ・ヴィンチと禁断の謎（2013-2014現在継続中）歴史／ファンタジー
- ダメージ（2007-2012）サスペンス
- ダナ&ルー リッテンハウス女性クリニック（2000-2006）メディカル
- ダラス（1978-1991）ドラマ
- 男性ピンチ作戦（1964-1965）コメディ
- 探偵キャノン (1971-1976) 探偵
- 探偵ハート&ハート（1979-1984）探偵
- 探偵ハード&マック（1982-1986）アクション／ドラマ
- 探偵マイク・ハマー（1984-1989）探偵
- 探偵マイケル (1960-1961) 探偵
- 探偵レミントン・スティール（1982-1987）探偵／ドラマ／コメディ

### ち
- CHASE/逃亡者を追え!（2010）刑事ドラマ
- チェックメイト (1960-1962) 探偵
- 地上最強の美女バイオニック・ジェミー（1976-1978）SF
- チックタックのフライマン（1967）シットコム
- 地上最強の美女たち! チャーリーズ・エンジェル（1976-1981）アクション
- ちびっこギャング（1955?）
- 地方検事 (1971-1972) ドラマ
- チルドレンズホスピタル（2010-2014現在継続中）コメディ／メディカル
- チャームド 魔女3姉妹（1998-2006）ファンタジー／ファミリー
- チャーリー・シーンのハーパー★ボーイズ（2003-2015）シットコム
- チャイナ・ビーチ（1988-1991）ドラマ
- 超音速攻撃ヘリ エアーウルフ（1984-1986）アクション
- 超音速ヒーロー ザ・フラッシュ（1990-1991）アクション／SF／ドラマ
- 超ゲーマー伝説 ぼくらの裏ワザ青春白書(2015-2017)コメディ
- 超人ハルク（1977-1982）スーパーヒーロー
- 超能力ファミリー サンダーマン（2013-2018）シットコム
- 超能力プリンス マシュー・スター（1982）SF／ファンタジー
- 沈黙部隊 （覆面捜査官） (1970-1971) クライムドラマ

### つ
- ついてる男 (1959-1960) 冒険
- ツイン・ピークス（1990-1991）ミステリー
- 痛快!自動車野郎 （素晴らしき自動車野郎）(1971) 西部劇

### て
- デイズ・オブ・アワ・ライブス（1965-2014現在継続中）ソープオペラ
- ディック・パウェル（1961-1963）コメディ／ドラマ
- DEFIANCE/ディファイアンス (2014-) SF
- ディフェンダーズ 闘う弁護士（2010）法律
- テキサス決死隊（1955-1959）西部劇
- テキサン（1958-1960）西部劇
- デクスター 警察官は殺人鬼（2006-2013）サスペンス
- テケテケおじさん（1961）コメディ
- 凸凹劇場（1952-1954）コメディ
- Death Valley 密着!ロス市警アンデッド特別捜査班 (2012) 警察
- デスパレートな妻たち（2004-2012）ドラマ
- デッドウッド 〜銃とSEXとワイルドタウン（2004-2006）西部劇
- デッド・ゾーン（2002-2007）SF／サスペンス
- デトロイト 1-8-7（2010-2011）刑事ドラマ
- デビアスなメイドたち (2013-2015現在継続中) ドラマ
- Terra Nova 〜未来創世記（2011）SF
- TVキャスター マーフィー・ブラウン（1988-1998）シチュエーション・コメディ
- 天才学級アント・ファーム（2011-2014）シットコム
- 天才少年ドギー・ハウザー（1989-1993）ティーン

### と
- 逃亡者（1963-1967）サスペンス[1964-1967]
- 動物先生ノア（1956-1957）ドラマ
- 透明人間 (1958-1959) SF／アドベンチャー／エスピオナージ
- 透明人間 (1975-1976) SF
- 透明人間 (2000-2002) SF
- トゥルー・コーリング（2003-2005）SF／ミステリー
- TRUE DETECTIVE/二人の刑事 (2014-) サスペンス／犯罪
- 特殊能力捜査官 ペインキラー・ジェーン（2007）SF／アクション
- 特捜官ニック・ケイン (1961) 刑事ドラマ
- 特捜警部アイシャイド (1979-1980) 刑事ドラマ
- 特捜刑事サム (1966-1969) 刑事ドラマ
- 特捜刑事マイアミバイス（1984-1989）刑事ドラマ
- 特捜隊アダム12（1968-1975）刑事ドラマ
- 特捜隊長エバース (1976-1977) 刑事ドラマ
- 特捜追跡班チェイス（1973-1974）刑事ドラマ
- ドクター・ウェルビー（1969-1976）メディカル／ドラマ
- ドクター・キルデア（1961-1968）メディカル／ドラマ
- ドクタークイン 大西部の女医物語（1993-1998）ドラマ
- ドクター・クリスチャン（1956）ドラマ
- Dr.刑事クインシー（1976-1983）警察ドラマ
- Dr.HOUSE（2004-2011）メディカル／ドラマ
- ドクター・ホイットマン (1971) メディカルドラマ
- Dr.マーク・スローン（1993-2001）ドラマ
- ドクター・ラファティ (1977) ドラマ
- 特別狙撃隊S.W.A.T.（1975-1976）アクション／クライム
- 特報記者キングストン (1977) ドラマ
- 特命捜査官モンティ・ナッシュ (1971-1972) スパイ・アクション
- どこかでなにかがミステリー（1999-2001）
- 特攻ギャリソン・ゴリラ（1967-1968）戦争アクション
- 特攻野郎Aチーム（1983-1987）アクション
- 突然!サバイバル（2005-2007）アドベンチャー／ティーン
- とつげき!マッキーバー（1962-1963）コメディ
- トップモデル諜報員 カバー・アップ（1984-1985）アドベンチャー
- となりのサインフェルド（1989-1998）シチュエーション・コメディ
- とび蹴りアチョ〜ズ（2011-2014現在継続中）ティーン／シットコム
- ドビーの青春（1959-1963）ドラマ
- 跳べ!ロックガールズ 〜メダルへの誓い（2009-2012）ドラマ／スポーツ
- ドラグネット（1951-1959）クライム
- トラックダウン（英語版） (1957-1959) 西部劇
- トラック野郎!B・J（1979-1981）コメディ
- ドリュー・ケリー DE ショー!（1995-2004）シットコム
- ドレイク&ジョシュ（2004-2007）シットコム
- 泥棒貴族（1964-1965）アドベンチャー／コメディ／クライム
- トワイライト・ゾーン (1959年)（オリジナル作品）（1959-1964）SF／ファンタジー／ミステリー[1960-1967]
  - トワイライト・ゾーン (1985年)（ファーストリバイバル作品）（1985-1989）SF／ファンタジー／ミステリー
  - トワイライト・ゾーン (2002年)（セカンドリバイバル作品）（2002-2003）SF／ファンタジー／ミステリー
- ドーソンズ・クリーク（1998-2003）青春ドラマ
- ドールハウス（2009-2010）SF

## な行

### な
- ナース・ジャッキー（2009-2014現在継続中）メディカル／コメディ
- ナイスサーティーズ（1987-1991）ドラマ
- ナイトシフト 真夜中の救命医（2014-）メディカルドラマ
- ナイト・ストーカー（2005-2006）ホラー／SF
- ナイトビジョン（2001）ホラー／SF
- ナイトライダー（1982-1986）特撮
- ナッシュビル（2012-2014現在継続中）ミュージカル
- 南海の冒険 (1959-1962) 冒険
- NUMBERS 天才数学者の事件ファイル（2005-2010）クライム／刑事

### に
- NIKITA / ニキータ（2010-2013）アクション／スリラー
- 逃げろや逃げろ (1966-1967)  シチュエーション・コメディ
- NIP/TUCK マイアミ整形外科医（2003-2010）メディカル／ドラマ
- 二匹の流れ者 (1968-1969) ドラマ／西部劇
- ニュー・ブリード (1961-1962) 警察
- ニュースルーム（2012-2014現在継続中）ドラマ
- New Girl / ダサかわ女子と三銃士（2011-2015現在継続中）シットコム
- New Normal おにゅ～な家族のカタチ（2012-2013）コメディ
- ニューヨーク結婚作戦 (1966-1967)  シチュエーション・コメディ
- ニューヨーク1973/LIFE ON MARS（2008-2009）SF
- NY市警緊急出動部隊 トゥルー・ブルー（1989-1990）警察ドラマ
- ニューヨーク・パパ（1966-1971）シットコム
- 人気家族パートリッジ（1970-1974）シットコム
- 忍者ジョン&マックス（1984）アクション

### ね
- ネーム・オブ・ザ・ゲーム（1968-1971）ミステリー
- ネイキッド・ブラザーズ・バンド（2007-2009）コメディ／ミュージカル
- ねじれた疑惑（2013-2014現在継続中）ミステリー
- 熱血弁護士・カズ（1978）ドラマ

### の
- ノース・ショア（2004-2005）ドラマ
- ノーム・プロブレム（1999-2001）シットコム
- 農園天国（1965-1971）シットコム

## は行

### は
- バークにまかせろ（1963-1966）探偵
- バークレー牧場（1965-1969）西部劇
- バージニアン（1962-1971）西部劇
- パーセプション 天才教授の推理ノート（2012-2015現在継続中）クライム
- Persons Unknown 〜そして彼らは囚われた（2010）ドラマ／ミステリー／スリラー
- パーソン・オブ・インタレスト 犯罪予知ユニット（2011-2015現在継続中）クライム／サスペンス
- ハート・オブ・ディクシー ドクターハートの診療日記（2011-2015現在継続中）コメディ
- バード事件簿（1990-1991）ドラマ／ルリラー
- ハーディ・ボーイズ&ナンシー・ドルー（1977-1979）ミステリー
- ハーバー・コマンド（1957-1958）アクション
- ハーパーズアイランド 惨劇の島（2008-2009）ホラー／スリラー
- バーボン・ストリート（1959-1960）探偵
- バーン・ノーティス 元スパイの逆襲（2007-2013）スパイ／アクション
- ハイ・インシデント/警察ファイルJ（1996-1997）警察ドラマ
- ハイウェイ・パトロール（1955-1959）ドラマ
- BIONIC WOMAN バイオニック・ウーマン（2007）アクション
- バイキング (1959-1960) 冒険
- ハイシャパラル （1967-1971）西部劇
- ハイタイド探偵事務所（1994-1997）探偵
- ハイテク武装車バイパー（1994-1999）SF／特撮
- ハイラム君乾杯!（1956-1957）アドベンチャー／シチュエーション・コメディ
- ハウス・オブ・カード 野望の階段（2013-）ドラマ
- 爆音家族（2009-2011）シットコム
- 爆走トラック16トン（1974-1976）ドラマ
- 爆発!デューク（1979-1985）アクション／コメディ
- 走れチェス（1960-1962）ドラマ
- 走れ!名馬チャンピオン（1955-1956）児童向け
- 裸の町（1958）刑事ドラマ
- バツイチママは実家暮らし (2013) コメディ
- ハット・スクワッド 帽子の騎士たち（1992-1993）ドラマ／クライム
- バット・マスターソン（1958-1961）西部劇
- ハッピー・タウン/世界一幸せな狂気（2010）ミステリー
- ハッピーデイズ（1974-1984）シットコム
- ハッピー・デイズ（1974-1984）青春／コメディ
- バッファロー・ビルの冒険（1955-1956）西部劇
- パティ・デューク・ショー（1963-1966）シットコム
- パトカーアダム30（1982-1986）アクション／刑事ドラマ
- パトカーただ今脱線中　(1964)  コメディ
- バナチェック登場（名探偵バナチェック）（1972-1974）探偵
- ハニーにおまかせ（1965-1966）探偵
- パパ大好き（1960-1972）ドラマ
- パパと三人娘（1969-1971）シットコム
- パパにはヒ・ミ・ツ（2002-2005）シチュエーション・コメディ
- パパのおやじは30歳（1967-1968）シチュエーション・コメディ
- パパは何でも知っている（1954-1960）シチュエーション・コメディ
- パパはヒーロー（1966-1967）シチュエーション・コメディ
- パパはメロメロ（1969-1970）シチュエーション・コメディ
- バビロン5（1993-1999）SF
- バフィー 〜恋する十字架〜（1997-2003）超常現象／ファンタジー／アクション
- HUFF〜ドクターは中年症候群（2004-2006）ドラマ／コメディ
- はみだし野郎/アウトサイダー (1968-1969) 探偵
- 早射ちリンゴー (1959-1960) 西部劇
- ハリーズ・ロー 裏通り法律事務所（2011-2012）法律／ドラマ
- バレエ・ガールズ 〜パラダイスへようこそ〜（2012-2013）コメディ
- パレスガード（1991）ドラマ
- ハロー王ちゃん（1964-1965）ドラマ／コメディ
- パワー・オブ・フォー 普通じゃない家族（2010-2011）SF／ドラマ
- ハワイアン・アイ（1959-1963）ドラマ
- ハワイ5-0（1968-1980）刑事ドラマ
- Hawaii Five-0（2010-2014現在継続中）刑事ドラマ
- 犯罪最前線トップ・コップス（1990-1993）クライム
- 犯罪捜査官 ネイビーファイル（1995-2005）クライム
- 反逆のヒーローレネゲイド（1992-1997）アクション／アドベンチャー
- PAN AM/パンナム（2011-2012）ドラマ
- ハンニバル（2013-2015現在継続中）サイコスリラー

### ひ
- PAs〜秘書たちのゴシップライフ (2009) ドラマ
- P.S.アイ・ラブ・ユー (1991-1992)  犯罪ドラマ
- B級軍人ブラザーズ (2014) コメディ
- BEAST（英語版）（2009）サスペンス
- ビーバーちゃん（1957-1963）シチュエーション・コメディ
- HEROES（2006-2010）SF／ドラマ
- ビクトリアス（2010-2013）シチュエーション・コメディ
- ピケット・フェンス（1992-1996）ドラマ
- 美女と野獣（1987-1990）ファンタジー
- ビッグ・ラブ（2006-2011）ドラマ
- ビッグバン★セオリー/ギークなボクらの恋愛法則（2007-2019）シットコム
- ヒッチコック劇場（1955-1996）ミステリー
- ピッツバーグ警察日記（1994-1995）刑事
- 秘密捜査官オハラ（1971-1972）クライム
- 秘密捜査官ノート (1971)スパイアクション
- 秘密指令S（1969-1970）アドベンチャー／刑事ドラマ／SF
- 秘密諜報員ジョン・ドレーク（1960-1968）スパイ
- ヒルストリート・ブルース（1981-1987）警察ドラマ
- ビバリーヒルズ高校白書/ビバリーヒルズ青春白書（1990-2000）青春
- ビヨンド・ザ・ブレイク（2006-2009）ティーン
- ヒューストン・ナイツ（1987-1988）刑事ドラマ
- ビューティ&ビースト/美女と野獣 (2012-2015年現在継続中) SF／刑事ドラマ
- ヒューマノイド・プロテクター（1985）SF／アクション
- ヒューマン・ターゲット（2010-2011）アクション
- BELIEVE/ビリーブ (2014)

### ふ
- ファッション・ハウス（2006）テレノベラ
- Fat Actress ファット・アクトレス（2005）シットコム
- FARGO/ファーゴ (2014-) ドラマ／スリラー
- ファースケープ（1999-2003）SF
- ファースト・ウェイブ（1999）SF
- ファイヤーフライ 宇宙大戦争（2002）SF
- ファストレーン（2002-2003）アクション
- ファミリータイズ（1982-1989）シットコム
- ファンタジー・アイランド (1977-1984)
- V（1983-1984）SF
- V（2009-2011）SF
- V.I.P.（1998-2002）アクション／コメディ
- フィラデルフィアは今日も晴れ（2005-2014現在継続中）シットコム
- フィリップ・マーロー・シリーズ (1983-1986) 探偵
- 風雲クロンダイク（1960-1961）西部劇
- フェームLA（1997-1998）ドラマ
- フェリシティの青春（1998-2005）青春
- フォーリング スカイズ（2011-2014現在継続中）SF／ドラマ
- フォロー・ザ・サン (1961-1962) ドラマ
- 復讐の鬼探偵ロングストリート（1971-1972）探偵
- 不死身の男（1970-1971）SF／ドラマ
- ふたりの男とひとりの女（1998-2001）シットコム
- ふたりはお年ごろ（2001-2002）シットコム
- ふたりは最高! ダーマ&グレッグ（1997-2002）コメディ
- ふたりは友達? ウィル&グレイス（1998-2006まで放送したが2017年からリバイバルとして復活。現在継続中）コメディ
- ふたりはふたご（1998-1999）シットコム
- プッシング・デイジー 恋するパイメーカー（2007-2009）コメディ／ミステリー／ファンタジー
- プライベート・プラクティス 迷えるオトナたち（2007-2013）メディカル／ドラマ／恋愛
- フライング・コップ 知能指数0分署（1982）コメディ
- ブラインド・ジャスティス（2005）クライム
- フラグルロック（1983-1987）人形劇
- ブラザーズ&シスターズ（2006-2011）ドラマ
- ブラザーフッド（2006-2008）ドラマ
- THE BLACKLIST/ブラックリスト（2013-2015現在継続中）サスペンス／犯罪
- ブラボー火星人（1963-1966）SF／コメディ
- フラッシュフォワード（2009-2010）SF／サスペンス
- ブルーサンダー（1984）アクション
- ブルーブラッド 〜NYPD家族の絆〜（2010-2015現在継続中）警察／ドラマ
- ブルックリン74分署（1997-1998）刑事ドラマ
- フルハウス（1987-1995）シットコム
- ブルマン大学 〜俺たち、もっこりフットボーラー〜（2010-2011）コメディ
- フリークス学園（1999-2000）学園コメディ
- プリズン・ブレイク（2005-2009、2017）サスペンス
- プリティ・リトル・ライアーズ（2010-2015現在継続中）ドラマ
- ブリッジ 〜国境に潜む闇（2013-2015現在継続中）サスペンス／ドラマ
- FRINGE/フリンジ（2008-2013）超常現象／ミステリー
- ブレーブ・イーグル（1955-1956）西部劇
- フレーフレーぱぱ!（1960-1961）
- ブレイキング・ニュース（2002）ドラマ
- ブレイキング・バッド（2008-2013）クライム／スリラー
- ブレイクアウト・キング（2011-2012）アクション／スリラー／クライム
- ブレイド ブラッド・オブ・カソン（2006）アクション／ホラー／超常現象
- プレイハウス90（1956-1961）
- フレンズ（1994-2004）シットコム
- ブル 〜ウォール街への挑戦〜（2000）ドラマ
- ブルーライト作戦（1966）戦争／スパイ
- ブルック・シールズのハロー!スーザン（1996-2000）シットコム
- ブロークン・アロー（1956-1958）西部劇
- プローブ捜査指令（1972-1973）SF
- ブログ犬 スタン（2012-2014現在継続中）シットコム
- ブロッサム（1990-1995）シチュエーション・コメディ
- プロビデンス（1999-2002）ドラマ
- プロファイラー/犯罪心理分析官（1996-2000）クライム
- フロム・ザ・ダークサイド (1983-1988) ホラー／アンソロジー
- ブロンコ（1958-1962）西部劇[1961-1963]
- フロンティア（1955-1956）西部劇

### へ
- ベイウォッチ（1989-1999）ドラマ
- ヘイゼルおばさん（1961-1966）コメディ
- ベイツ・モーテル (2013-) スリラー／ミステリー
- ペイトンプレイス物語（1964-1969）ソープオペラ
- ヘイヴン -謎の潜む町-（2010-2015）ミステリー／ドラマ／ファンタジー　※カナダ/アメリカ合作
- Hey! レイモンド（1996-2005）シチュエーション・コメディ
- ベガス（1978-1981）探偵
- ベスト・オブ・ポスト（1960-1961）ドラマ
- HELIX-黒い遺伝子- (2014-) サイエンス・スリラー
- H・E・L・P/ハーレム特殊救助隊（1990）ドラマ
- ベン・ケーシー（1961-1966）メディカル[1962-1964]
- 弁護士イーライのふしぎな日常（2008-2009）法律／コメディ／ミュージカル
- 弁護士ジャック・ターナー（2003）法律ドラマ
- 弁護士ジャッド (1967-1969) 法律ドラマ
- 弁護士ペリー・メイスン（1957-1966）法律ドラマ
- 弁護士ペトロチェリー（1974-1976）法律ドラマ
- ペンサコーラ〜黄金の翼（1997-2000）ミリタリー・アクション

### ほ
- ボーイ・ミーツ・ワールド（1993-2000）シチュエーション・コメディ
- ホーキンズ (1973-1974) ミステリー
- ホークと呼ばれた男 (1989) 探偵
- ボードウォーク・エンパイア 欲望の街（2010-2014現在継続中）ドラマ
- ホームタウン 〜僕らの再会〜（2007-2008）ドラマ
- HOMELAND（2013-2014現在継続中）サスペンス
- ポール・ブライアン（明日なき男）(1965-1968) ドラマ
- BONES -骨は語る-（2005 - 2017）クライム
- VOYAGER ボイジャー（1996）SF
- 保安官サム・ケイド (1971-1972) 西部劇
- 保安官ニコルス (1971-1972) 西部劇／コメディ
- 保安官ワイアット・アープ（1955-1961）西部劇
- ポイント・プレザントの悪夢（2005-2006）オカルト
- 冒険野郎マクガイバー（1985-1992）アクション
- ぼくはハッピー（1960-1961）シットコム
- ぼくら1匹6人（1965-1967）シットコム
- ぼくらのナニー（1970-1971）ファンタジー／コメディ
- HOSTAGES ホステージ（2013-2014）サスペンス
- ボストン・パブリック（2000-2004）学園／ドラマ
- ボストン・リーガル（2004-2008）法律／ドラマ
- ボディ・オブ・プルーフ 死体の証言（2011-2013）クライム
- ボナンザ（カートライト兄弟）（1959-1973）西部劇
- 炎のテキサス・レンジャー（1993-2001）刑事ドラマ
- ホミサイド/殺人捜査課（1993-1999）刑事ドラマ
- ポリス・ストーリー（1973-1977）クライム／ドラマ
- 幌馬車隊（1957-1965）西部劇
- ホワイトカラー（2009-2015現在継続中）クライム／コメディ

## ま行

### ま
- マーシー・ホスピタル（2009-2010）メディカル
- マーダー・ワン（1995-1997）法律
- マーベリック（1957-1962）西部劇[1961-1962]
- マイアミ・メディカル（2010）メディカル
- マイアミの戦慄 (1961) 探偵
- マイク&モリー マシュマロ系しあわせ日記（2010-）コメディ
- マイケル・J・フォックス・ショウ（2013-2014）シットコム
- マイコン大作戦（1983）SF／アドベンチャー
- マイ・スイート・メモリーズ（2001-2002）シットコム
- マイ・ビッグ・ファット・ライフ!（2003）シットコム
- マイペース二等兵（アイアム一等兵）（1964-1969）シットコム
- マイネーム・イズ・アール（2005-2009）コメディ
- マウンテン・ウォーズ ホライズン高校物語（2000）青春　※アメリカ・カナダ合作
- マジックシティ 黒い楽園（2012-2013）ドラマ／クライム
- マダム・プレジデント 星条旗をまとった女神（2005-2006）政治／ドラマ
- マックス・ヘッドルーム（1987）SF
- マックとヘックの原始旅行 (1966-1967)コメディ／SF
- マッコイじいさん（1957-1963）シチュエーション・コメディ
- M*A*S*H（1972-1983）メディカル／ブラックコメディ
- まったくこの世はすばらしい（1954-1956）シチュエーション・コメディ
- マット・ルブランの元気か〜い?ハリウッド!（2011-2014現在継続中）コメディ
- マッドメン（2007-2014現在継続中）ドラマ
- マニックス（1967-1975）探偵
- ママと恋に落ちるまで（2005-2014）シットコム
- ママは太陽（1968-1973）シットコム
- マルコム in the Middle（2000-2006）シットコム
- マンスターズ（1964-1966）シットコム
- マンハッタン・スキャンダル（1960-1962）ドラマ
- マンハッタンに恋をして 〜キャリーの日記（2013-2014）ドラマ／青春

### み
- ミスター・エド（お馬のエドくん）（1961-1966）シットコム
- ミスター・ノバック (1963-1965) 学園ドラマ
- ミスター・ベンソン (1979-1986) コメディ
- ミステリー61（1959-1962）クライム
- ミストレス（2013-）ドラマ
- miss match ミス・マッチ（2003）ドラマ
- ミセス・コロンボ（1976-1980）ミステリー
- ミセスと幽霊（1968-1970）コメディ／ファンタジー
- 未知への逃亡者 ローガンズ・ラン（1977-1978）SF／アクション
- ミッキー・ルーニー・ショー（1954-1955）シットコム
- ミッシング（2012）ミステリー
- ミッドナイトDJ　(1988-1991)
- 密林王国ダクタリ（猛獣先生）（1966-1969）アドベンチャー
- ミディアム 霊能者アリソン・デュボア（2005-2011）超常現象／スリラー
- ミュータントX（2001-2004）SF／アドベンチャー
- ミラクル・エスパーズ!（1985-1986）スーパーヒーロー
- ミルドレッドの魔女学校（2017-）ファンタジー
- ミレニアム（1996-1999）サスペンス

### む
- 胸に輝く銀の星（1959-1961）西部劇

### め
- 名犬ラッシー（1954-1974）ドラマ
- 名犬リンチンチン（1954-1959）児童向けドラマ
- 名探偵ジョーンズ (1973-1980) ミステリー
- 名探偵ダイヤモンド (1957-1960) ミステリー
- 名探偵ダウリング神父（1989-1991）ミステリー
- 名探偵モンク（2002-2009）ミステリー
- 名馬フリッカ（1956-1957）西部劇
- メイベリー110番（1960-1968）シットコム
- Major Crimes 〜重大犯罪課（2013-2015現在継続中）刑事ドラマ
- めっちゃ ソー・ランダム（2011-2012）コメディ
- メディック（1954-1956）
- メル&ジョー 好きなのはあなたでしょ?（2010-2014継続中）シットコム
- メルローズ・プレイス（1992-1999）ロマンス／ドラマ
- メン・アット・ワーク（2012-2014）シットコム
- メンタル:癒しのカルテ（2009）メディカル
- メンフィス・ビート 〜南部警察 人情派〜（2010-2011）クライム／ドラマ／アクション

### も
- モーガン警部（1956-1958）刑事ドラマ／西部劇
- 猛烈アパッチ鉄道 (1966-1968) 西部劇
- モエシャ（1996-2001）シチュエーション・コメディ
- 燃えよ!カンフー（1972-1975）アクション
- モダン・ファミリー（2009-2014現在継続中）コメディ
- モッズ特捜隊（1968-1973）刑事アクション
- モデル・エージェンシー〜女たちの闘い（1994-1995）ドラマ
- モンスターズ（1988-1990）ホラー／ミステリー

## や行

### や
- 夜間捜査官ホーク (1966) クライムドラマ
- やったぜ! ハックの大冒険（1968-1969）アドベンチャー／アニメ／ファンタジー
- 家主さんはナイスガイ（1966-1967）シチュエーション・コメディ
- 闇のヒーロー伝説 ナイトマン（1997–1999）アクション／SF
- ヤング・スーパーマン（2001-2011）スーパーヒーロー
- ヤングライダーズ（1989-1992）西部劇

### ゆ
- UCアンダーカバー 特殊捜査班（2001-2002）刑事ドラマ
- ユーリカ 〜事件です!カーター保安官〜（2006-2012）SF／コメディ
- 愉快なシーバー家（1985-1992）シットコム
- ゆかいなチンパン（1972）シチュエーション・コメディ
- ゆかいなブレディ家（1969-1974）コメディ
- 夢見る小犬ウイッシュボーン（1995）ファンタジー

### よ
- 陽気なコーリス（1954）シチュエーション・コメディ
- 陽気なネルソン（1952-1966）シチュエーション・コメディ
- 陽気な夫婦（1960-1962）シチュエーション・コメディ
- 陽気なルーシー（1968-1974）シチュエーション・コメディ
- 四次元への招待（1970-1973）シチュエーション・コメディ
- 世にも不思議なアメージング・ストーリー（1985-1987）オムニバス
- 世にも不思議な物語（ワン・ステップ・ビヨンド、これは実話です） (1959-1961) アンソロジー
- よみがえり レザレクション (2014-) ドラマ／ファンタジー
- 夜のジョニー (1960) 探偵

## ら行

### ら
- ライアン 〜若き巡査の誇り（1999）クライムドラマ
- ライ・トゥ・ミー 嘘は真実を語る（2009-2011）ドラマ／サスペンス
- Life 真実へのパズル（2007-2009）サスペンス／ミステリー
- ライフルマン（1958-1963）西部劇
- ラスベガス（2003-2008）ドラマ
- LAX（2004-2005）ドラマ
- RUSH 〜スキャンダルな外科医 (2014-2015現在継続中) ドラマ
- ラッシュ・ライフ（1996）シットコム
- ラット・パトロール（砂漠鬼部隊） （英語版）（1966-1968）戦争／アクション
- ラバーン&シャーリー（1976）コメディ
- ラブ・ボート（1977-1986）シットコム
- ラマー・オブ・ジャングル（1952-1953）アドベンチャー
- ララミー牧場（1959-1963）西部劇[1960-1963]
- ラリーのミッドライフ★クライシス（2000-2014現在継続中）コメディ
- ラレード（西部の三匹）(1965-1967) 西部劇
- ランデブー（1958-1960）アンソロジー

### り
- リーガル・バディーズ フランクリン&バッシュ（2011-2014現在継続中）コメディ
- リーガルに恋して（2011-2012）法律／コメディ
- リーズナブル・ダウト/静かなる検事記録 (1991-1993)　法律ドラマハード
- REAPER デビルバスター（2007-2009）超常現象／コメディ
- 離婚裁判 (1957–1962、1967–1969、1985–1992、1999-2018現在継続中)　法廷ドラマ
- リジー&Lizzie（2001-2004）ティーン／シットコム
- リゾーリ&アイルズ ヒロインたちの捜査線（2010-2014現在継続中）刑事ドラマ
- リップコード （命知らずのスカイダイバー）(1961-1963) アクション／アドベンチャー
- リップタイド探偵24時（1984-1986）探偵
- リベンジ（2011-2015現在継続中）スリラー／ミステリー
- リベンジ〜闇の処刑人（1998-1999）クライム
- 略奪された100人の花嫁 (1968-1970) 西部劇／コメディ
- リンガー 〜2つの顔〜（2011-2012）スリラー

### る
- ルート66（1960-1964）ドラマ
- RUBICON 陰謀のクロスワード（2010）ミステリー
- LUCIFER／ルシファー（2016-）ドラマ

### れ
- レイ・ドノヴァン ザ・フィクサー（2013-2015現在継続中）ドラマ
- レイジング・ザ・バー 熱血弁護人（2008-2009）法廷ドラマ
- レイブン 見えちゃってチョー大変!（2003-2007）ティーン／シットコム
- 霊能者アザーズ（2000）サスペンス／ホラー
- レジェンド・オブ・ザ・シーカー（2008-2010）ファンタジードラマ
- レスキュー・ミー NYの英雄たち（2004-2011）ドラマ
- レストレス・ガン（1957-1959）西部劇
- レバレッジ 〜詐欺師たちの流儀（2008-2012）ドラマ
- LEFTOVERS/残された世界 (2014-) ドラマ／ファンタジー／ミステリー
- 恋愛専科（1969-1974）ロマンス／コメディ／アンソロジー
- 連邦保安官 (1958-1962) 西部劇

### ろ
- LAW & ORDER（1990-2010）クライム／法廷／刑事ドラマ
- LAW & ORDER:性犯罪特捜班（1999-2015現在継続中） クライム／法廷／刑事ドラマ
- LAW & ORDER:陪審評決 (2005-2006) 法廷ドラマ
- LAW & ORDER:犯罪心理捜査班（2001-2011） クライム／法廷／刑事ドラマ
- LAW & ORDER：LA（2010-2011）クライム／法廷／刑事ドラマ
- ローハイド（1959-1965）西部劇[1959-1965]
- ローマン・ブラザーズ（1995-1997）コメディ
- ローリング20 (別題『マンハッタン・スキャンダル』)　(1960-1962) ドラマ
- ローン・レンジャーT（1949-1957）西部劇
- ロズウェル - 星の恋人たち（1999-2002）SF／ティーン
- ロス警察25時  (1975-1976) 警察
- ロス警察特捜隊  (1981-1982) 警察
- LOST（2004-2010）SF／スリラー／ミステリー
- ロックフォードの事件メモ（1974-1980）探偵
- ロビンソン一家漂流記（1975-1976）アクション／アドベンチャー

## わ行

### わ
- ワイオミングの兄弟（1966-1967）西部劇
- 若き弁護士たち（1970）法律
- わが家は11人（1972-1981）ドラマ
- 私はケイトリン（2000-2002）ティーン
- 私はラブ・リーガル（2009-2014現在継続中）コメディ／ファンタジー
- われらのキャシディ（1952-1954）西部劇
- ワンス・アポン・ア・タイム（2011-2014現在継続中）ファンタジー
- ワンダーウーマン（1975-1979）スーパーヒーロー
- ワンだー・エディ（1999-2002）シットコム
- One Tree Hill（2003-2012）ドラマ
- わんぱくデニス（1959-1963）シットコム
- わんぱくフリッパー（1964-1967）児童向け

## 数字
- 0011ナポレオン・ソロ（1964–1968）スパイ[1966-1970]
- 0012/捕虜収容所（OK捕虜収容所、底抜け脱走作戦）（1965–1971）シットコム
- 0022アンクルの女（1966–1967）スパイ
- 0088/ワイルド・ウエスト（1965-1969）スパイ／西部劇
- 100 オトナになったらできないこと（2014-2016）コメディ
- 13日の金曜日 (1987-1990) ホラー
- 2000マリブロード 美しき疑惑 (1992)ドラマ
- 21ジャンプストリート（1987–1991）刑事ドラマ
- 22世紀ファミリー 〜フィルにおまかせ〜（2004-2006）コメディ／ファミリー
- 23号室の小悪魔（2012-2013）コメディ
- 24 -TWENTY FOUR-（2001–2010）アクション・政治ドラマ
- 25世紀の宇宙戦士キャプテン・ロジャース（1979-1981）
- 30 ROCK/サーティー・ロック（2006-2013）シットコム
- 4400 未知からの生還者（2004–2007）SF
- 5人の女刑事たち ザ・ディヴィジョン（2001-2004）刑事／ドラマ
- 600万ドルの男（サイボーグ危機一発）（1974-1978）SF
- 7デイズ/時空大作戦（1998-2001）SF
- 7人の検事 (1990-1991) ドラマ
- 87分署 (1961-1962) 警察ドラマ

## 日本未放送・未発売作
- The Trials of O'Brien